# Mitromorpha crenipicta
Mitromorpha crenipicta é uma espécie de gastrópode do gênero Mitromorpha, pertencente a família Mitromorphidae.